# HD 70523
HD 70523，又名BD-17 2464，SAO 154159、HR 3281，是一颗恒星，视星等为5.75，位于銀經239.29，銀緯10.87，其B1900.0坐标为赤經8h 17m 22.3s，赤緯-17° 10.87′ 2″。